# Distretto di Balçova

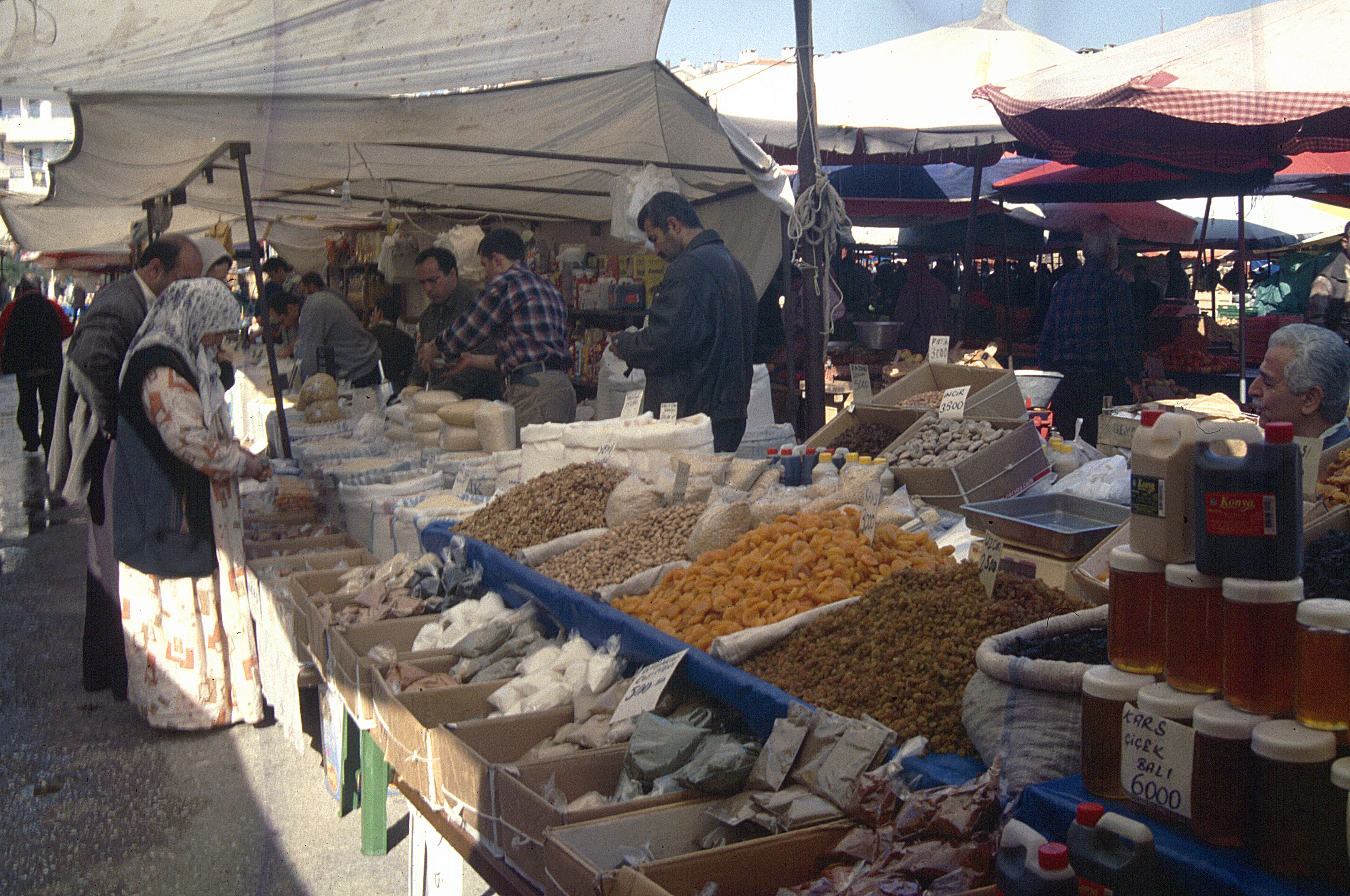
Market in Balçova

Il distretto di Balçova (in turco Balçova ilçesi) è uno dei distretti della provincia di Smirne, in Turchia.